# Birgitta Ulvhammar
Birgitta Ulvhammar, född 15 augusti 1927, död 21 maj 2017, var socialdemokrat och jurist. Hon var Sveriges första kvinnliga generaldirektör.

## Biografi
Birgitta Ulvhammar gjorde tingstjänstgöring i rådhusrätt och hovrätt och kom sedan 1956 till ecklesiastikdepartementet. Hon var chef för den dåvarande Skolöverstyrelsen åren 1978–1981. Ulvhammar var senare sakkunnig i utredningen om "Invandrarbarnens ursprungsländer" vid Utbildningsdepartementet.
Birgitta Ulvhammar har även varit ordförande i Svenska UNESCO-rådet och var 1985–1989 Sveriges representant i Unescos styrelse. 1987–1989 var hon vice ordförande i styrelsen med särskilt ansvar för Europaregionen. Ulvhammar belönades med Kommendörstecknet av Finlands Lejon för arbetet med finskspråkiga elever.